# Stefan Zabielski
Stefan Bolesław Zabielski h. Trzaska (ur. 18 czerwca 1887 w Kosinie, zm. wiosną 1940 w Charkowie) – podpułkownik dyplomowany kawalerii Wojska Polskiego, ofiara zbrodni katyńskiej.

## Życiorys
Urodził się 18 czerwca 1887 w Kosinie, w powiecie łańcuckim, w rodzinie Antoniego (1842–1916), oficera powstania styczniowego, i Berty z Lipschów. Miał siostrę i trzech braci: Stanisława (1880–1937), legionistę, podpułkownika Wojska Polskiego, Antoniego (służył w marynarce) i Zdzisława (uczestnika I wojny światowej).
Ukończył Wojskową Niższą Szkołę Realną w Koszycach (1897–1901) i Szkołę Kadetów Piechoty w Łobzowie (1901–1905). 18 sierpnia 1905 został wcielony do 30 galicyjskiego pułku piechoty we Lwowie, w stopniu kadeta piechoty-zastępcy oficera ze starszeństwem z 1 września 1905. Na podporucznika awansował ze starszeństwem z 1 maja 1908. Od października 1908 do kwietnia 1910 wziął udział w okupacji Bośni i Hercegowiny przez Austro-Węgry. W latach 1912–1913 wziął udział w mobilizacji sił zbrojnych Monarchii Austro-Węgierskiej, wprowadzonej w związku z wojną na Bałkanach. Wiosną 1913 został przeniesiony do 1 pułku ułanów we Lwowie i awansowany na porucznika ze starszeństwem z 1 maja tego roku. Na przełomie 1913/1914 ukończył szkołę 21 Brygady Kawalerii przy 15 pułku dragonów w Żółkwi. Podczas I wojny światowej walczył w szeregach 1 pułku ułanów. Od 1 sierpnia 1914 dowodził szwadronem na froncie w Galicji. Od 20 października do 9 stycznia 1915 leczył się w Szpitalu Garnizonowym nr 1 w Wiedniu, a następnie został przydzielony do kadry zapasowej 1 pułku ułanów na stanowisko adiutanta. Od 22 czerwca 1915 dowodził szwadronem w grupie kawalerii pułkownika Bischofa, a od 15 września tego roku był dowódcą szwadronu kawalerii dywizyjnej przy austriackiej 106 Dywizji Piechoty na froncie włoskim. Na rotmistrza awansował ze starszeństwem z 1 maja 1916. Od 24 lipca 1916 dowodził szwadronem w czasie walk pozycyjnych pod Brodami. Od kwietnia 1917 ponownie na froncie włoskim dowodził szwadronem w czasie walk pozycyjnych nad rzeką Socza, a następnie w 10., 11. i 12. bitwie nad tą rzeką. Później wziął udział w zajęciu Gorycji i walczył na froncie południowo-tyrolskim. Łącznie spędził na froncie 32 miesiące. Od 15 grudnia 1917 był kierownikiem wyszkolenia i zastępcą kadry zapasowej 1 pułku ułanów w Kluczach.
1 listopada 1918, działając w porozumieniu z porucznikiem Józefem Ferencowiczem, komendantem Okręgu VIa POW w Olkuszu, „odsunął od władzy i izolował dotychczasowego komendanta kadry majora Włodzimierza Fedorowicza-Jackowskiego i sam stanął na jej czele”. Dowodzona przez niego kadra stała się zalążkiem 1 pułku ułanów ziemi krakowskiej, który 14 stycznia 1919 został przemianowany na 8 pułk ułanów, a on sam objął dowództwo szwadronu zapasowego. 29 listopada 1918 został formalnie przyjęty do Wojska Polskiego z zatwierdzeniem posiadanego stopnia rotmistrza i przydzielony do 1 pułku ułanów. 5 grudnia 1918 został przesunięty na stanowisko dowódcy 1. szwadronu. 25 marca 1919 został przydzielony do 2 Brygady Jazdy na stanowisko I oficera sztabu. Wziął udział w wojnie z bolszewikami. 15 września tego roku został przeniesiony do 2 Dywizji Litewsko-Białoruskiej na stanowisko szefa Oddziału III i w zastępstwie szefa sztabu. Od 1 stycznia 1920 był słuchaczem Wojennej Szkoły Sztabu Generalnego w Warszawie. 18 kwietnia, w związku z rozpoczęciem wyprawy kijowskiej, został przydzielony do Dywizji Jazdy na stanowisko szefa Oddziału III. 15 lipca 1920 został zatwierdzony z dniem 1 kwietnia 1920 w stopniu majora, w kawalerii, w grupie oficerów byłej armii austro-węgierskiej. 10 sierpnia tego roku został przydzielony do Naczelnego Dowództwa WP na stanowisko referenta w Sekcji Operacyjnej, a następnie szefa Sekcji Historyczno-Operacyjnej w Oddziale III. 1 stycznia 1921 wrócił do szkoły i kontynuował naukę.
We wrześniu 1921 ukończył I Kurs Normalny Wyższej Szkoły Wojennej w Warszawie, otrzymał „pełne kwalifikacje do pełnienia służby na stanowiskach Sztabu Generalnego” i został przydzielony do Oddziału IIIa Biura Ścisłej Rady Wojennej na stanowisko szefa Wydziału „Wschód”. 3 maja 1922 został zweryfikowany w stopniu podpułkownika ze starszeństwem z dniem 1 czerwca 1919 i 68. lokatą w korpusie oficerów jazdy (od 1924 – kawalerii). W latach 1922–1924 zajmował w Oddziale IIIa BŚRW stanowisko szefa Wydziału Manewrów, a następnie szefa Wydziału Ogólnego, pozostając w ewidencji macierzystego 8 pułku ułanów. We wrześniu 1926 został przesunięty do Oddziału IV Sztabu Generalnego w Warszawie na stanowisko dyrektora Wojskowej Komendy Kolejowej. Z dniem 1 stycznia 1927 został wyznaczony na stanowisko wojskowego inspektora transportowego w Oddziale IV SG. W grudniu 1927 został przeniesiony do 1 pułku strzelców konnych w Garwolinie na stanowisko zastępcy dowódcy pułku. Z dniem 6 marca 1928 został przeniesiony służbowo na trzyipółmiesięczny kurs oficerów sztabowych kawalerii w Obozie Szkolnym Kawalerii w Grudziądzu. W marcu 1929 został szefem sztabu Dowództwa Okręgu Korpusu Nr VIII w Toruniu, ale już w grudniu tego roku został zwolniony z zajmowanego stanowiska „z równoczesnym pozostawieniem bez przynależności służbowej i oddaniem do dyspozycji dowódcy Okręgu Korpusu Nr I w Warszawie”. Z dniem 31 października 1931 został przeniesiony w stan spoczynku. W 1934, jako podpułkownik stanu spoczynku pozostawał w ewidencji Powiatowej Komendy Uzupełnień Warszawa Miasto III. Posiadał przydział do Oficerskiej Kadry Okręgowej Nr I i był wówczas „przewidziany do użycia w czasie wojny”. Mieszkał w Warszawie przy ul. Bugaj 3 m. 12.

W czasie kampanii wrześniowej 1939 po agresji ZSRR na Polskę w nieznanych okolicznościach dostał się do niewoli sowieckiej. Przebywał w obozie w Starobielsku. Wiosną 1940 został zamordowany przez funkcjonariuszy NKWD w Charkowie i pogrzebany potajemnie w bezimiennej mogile zbiorowej w Piatichatkach, gdzie od 17 czerwca 2000 mieści się oficjalnie Cmentarz Ofiar Totalitaryzmu w Charkowie. Figuruje na Liście Starobielskiej NKWD, pod poz. 1192.
Postanowieniem nr 112-48-07 Prezydenta RP Lecha Kaczyńskiego z 5 października 2007 został awansowany pośmiertnie na stopień generała brygady. Awans został ogłoszony 9 listopada 2007 w Warszawie, w trakcie uroczystości „Katyń Pamiętamy – Uczcijmy Pamięć Bohaterów”.
Był żonaty z Jadwigą z Tarłowskich, artystką teatralną (zm. 1949), z którą miał córkę Aleksandrę, ps. Oleńka (1924–1944), plutonową Wojskowej Służby Kobiet, poległą w powstaniu warszawskim.

## Ordery i odznaczenia
- Krzyż Walecznych dwukrotnie nr 49587[57] – 1922[58][59]
- Złoty Krzyż Zasługi – 18 stycznia 1926 „za zasługi położone na polu zaopatrzenia armji”[60][61]
- Medal Pamiątkowy za Wojnę 1918–1921 – 1928[49]
- Medal Dziesięciolecia Odzyskanej Niepodległości – 1928[49]
- Krzyż Komandorski łotewskiego Orderu Trzech Gwiazd – 1930[62]
- Srebrny Medal Zasługi Wojskowej z mieczami na wstążce Krzyża Zasługi Wojskowej[15]
- Brązowy Medal Zasługi Wojskowej z mieczami na wstążce Krzyża Zasługi Wojskowej[15]
- Krzyż Wojskowy Karola[15]
- Krzyż Jubileuszowy Wojskowy – 1908[63]
- Krzyż Pamiątkowy Mobilizacji 1912–1913[10]

31 stycznia 1938 Komitet Krzyża i Medalu Niepodległości odrzucił wniosek o nadanie mu tego odznaczenia „z powodu braku pracy niepodległościowej”.